# Годен-Виньо, Ноэми
Ноэми Годен-Виньо (род. 25 октября 1975 года) — канадская актриса. Ноэми Годен-Виньо родилась 25 октября 1975 года в Гулле, провинция Квебек. 

## Биография
В 1997 году Ноэми окончила Канадскую национальную театральную школу. Впервые дебютировала в трёх сезонах телесериала «Дива». В последнее время часто играет в театральных постановках.
Русскому зрителю более известна по роли в фильме Жана Бодена «Новая Франция». Она сыграла обычную крестьянскую девушку Мари-Лу с необычным характером. Её героиня, будучи замужней уже в 14 лет, после смерти своего мужа, много лет живёт со своей с 10-летней дочерью и воспитывает её в одиночку, окончательно потеряв веру в настоящую любовь. Но однажды она повстречала мужчину, которого полюбила по-настоящему. Но быть вместе им судьбой не дано. Мужчина оказался в центре интриг между воевавшими в то время Новой Францией (ныне Канада) и Англией.

### Фильмография
| Год  |   | Русское название              | Оригинальное название            | Роль             |
| ---- | - | ----------------------------- | -------------------------------- | ---------------- |
| 1997 | ф | Дива                          | Diva                             | Ариан            |
| 1999 | ф | Атомный саке                  | Atomic Sake                      |                  |
| 2000 | ф | Тайные приключения Жюля Верна | Оригинальное название неизвестно | Жанна де Фортене |
| 2002 | ф | Бункер                        | Bunker, le cirque                | Валери           |
| 2002 | ф | Рядом с Раем                  | Оригинальное название неизвестно | Кароль           |
| 2004 | ф | Книга чувств                  | Je n'aime que toi                | Дэйзи            |
| 2004 | ф | Новая Франция                 | Nouvelle-France                  | Мари-Лу Каринян  |
| 2010 | ф | Роман с Кейт Логан            | The Kate Logan Affair            | Валери Гандо     |
| 2018 | ф | Колония                       | Une colonie                      | Натали           |